# ジャック・ジョンソン (ミュージシャン)
ジャック・ホディ・ジョンソン（英語: Jack Hody Johnson、1975年5月18日 - ）は、アメリカのシンガーソングライターであり、多楽器演奏家であり、俳優であり、レコードプロデューサーであり、ドキュメンタリー映画制作者であり、そして元プロサーファーである。主にソフトロックおよびアコースティックポップのジャンルで知られている。2001年、デビューアルバムであるBrushfire Fairytalesにおいて商業的成功を収める事ができた。また、Billboard 200におけるアルバムチャートでは2006年のSing-A-Longs and Lullabies for the Film Curious George、2008年のSleep Through the Static、2010年のTo the Sea、そして2013年のFrom Here to Now to Youで一位を獲得している。さらに、In Between Dreamsのアルバムは2005年だけでなく2013年でもチャート2位を獲得している。
ジョンソンは環境保護や持続可能性、特に海洋関係に積極的である。ジョンソンは夫婦で"Johnson Ohana Charitable Foundation"および"Kōkua Hawaii Foundation"を設立している。2008年に行われたジョンソンによるSleep Through the Staticのツアーには緑化の概念が取り入れられ、そのツアーによる収入の100%が"Johnson Ohana Charitable Foundation"に寄付された。同じく、2010年に行われたTo the Seaのツアーで得た収入はジョンソンが支援している緑化慈善団体の"All at Once"に寄付された。

## 経歴
「世界一危険で美しい波」が立つ、ハワイ州オアフ島ノースショアのパイプラインから、目と鼻の先の距離に生まれ育つ。
少年期をハワイの海とサーフィンの中に過ごし、高校生の頃にはプロ・サーファー契約を交わすまでになっていた。しかし、17歳の時、サーフィン中に大怪我を負う事故を経験したのを契機に、それまでは趣味のひとつであった音楽や映像といった創作分野に傾倒していく。
その後、University of California, Santa Barbaraで映像を専攻。卒業後に、親友でトップ・プロ・サーファーのケリー・スレイターらサーフィン仲間を被写体に撮ったサーフ・フィルム『シッカー・ザン・ウォーター』『セプテンバー・セッションズ』を製作。「リアル・サーフ・スタイル」と高い評価を受けたその作品の中でも、特に評判だったのが、ジャックが自作した劇中のBGMであった。ジャックと共に映像製作をしていたカメラマンのスコット・ソーエンズなる人物の紹介でジャックと知り合ったG・ラヴは、彼の音楽的才能に着目し、自身のアルバム『フィラデルフォニック』にジャック製作の楽曲「ロデオ・クラウンズ」を収録するなど、ミュージシャンとしてのジャックの存在が注目されるようになる。
この「ロデオ・クラウンズ」はベン・ハーパーのマネージャーの耳に留まり、ベンの経営するインディ・レーベルからCDデビューする運びとなった。そこから2001年に発表した1stアルバム『ブラッシュファイアー・フェアリーテイルズ』はインディーズでのリリースながら口コミで評判が広がり、翌年にはメジャーのユニバーサル・レコードより再リリースされ、全米でミリオン・セールスの大ヒットを記録する。
2003年にはビースティ・ボーイズなどを手がけたマリオ・カルダートJr.をプロデューサーに迎え、ハワイでレコーディングされたセカンド・アルバム『オン・アンド・オン』を自身が立ち上げたレーベル「ブラッシュファイアー・レコーズ」から発表。初登場で全米3位にチャートイン。同年9月には朝霧ジャム出演で初来日し、同時に行った単独公演は即完売の盛況ぶりで、すでに日本においても高い人気を獲得していた。
翌2003年以降からは、同じくサーファーでミュージシャンであるドノヴァン・フランケンレイターのデビュー作をプロデュースし、ブラッシュファイアー・レコーズにG・ラヴを迎え入れ、また環境団体「コクア・ハワイ・ファウンデーション」を設立するなど、多方面でマルチな才能を発揮するようになる。さらに、フジロック・フェスティバル04には「フィールド・オブ・ヘヴン」のトリで出演し、ベン・ハーパー、ドノヴァン・フランケンレイターをゲストで招いて共演した。
2005年に発表した3rdアルバム『イン・ビトウィーン・ドリームス』はアメリカのみならずイギリス、オーストラリア、カナダ、ニュージーランドといった英語圏全体でも大ヒットし（全英・全豪ともに1位）、世界的な評価を獲得する。
以降、およそ2年おきのペースでリリースを続けており、2006年には、絵本『ひとまねこざる (おさるのジョージ)』の映画音楽を手掛け、そのサントラである『シング・ア・ロング・アンド・ララバイズ・フォー・ザ・フィルム:キュリアス・ジョージ』を、2008年にはソーラー発電を動力にしてレコーディングした4thアルバム『スリープ・スルー・ザ・スタティック』、そして2010年の5作目『トゥ・ザ・シー』まで、すべてにおいて全米1位及び英豪チャートでも首位を獲得するなど軒並み好成績を記録している。

## ディスコグラフィー
- Brushfire Fairytales (2001年)
- On and On (2003年)
- In Between Dreams (2005年)
- Sleep Through the Static (2008年)
- To the Sea (2010年)
- From Here to Now to You (2013年)
- All the Light Above It Too (2017年)
- Meet the Moonlight (2022年)

## 来日公演
- 2003年

朝霧ジャム（ 9月27～28日 静岡県朝霧アリーナ ）
9月29日 新宿リキッドルーム、30日 心斎橋CLUB QUATTRO
- 2004年

フジロック・フェスティバル （ 7月31日 新潟県苗場スキー場 ）
8月3日 名古屋クラブダイアモンドホール、4日 なんばHatch、6日 渋谷AX、
- 2005年

5月25日 品川ステラボール、27日 福岡ドラムロゴス、28日 広島CLUB QUATTRO、29日 Zepp Osaka、30日 名古屋クラブダイアモンドホール、6月1日 横浜BLITZ、6月2日 東京国際フォーラム・ホールA
- 2006年

4月15日 幕張メッセ・国際展示場９番ホール
- 2008年

4月12日・13日 横浜赤レンガパーク野外特設会場
- 2011年

3月10日 Zepp Nagoya、11日 大阪市中央体育館、14日 Zepp Sendai、15日 日本武道館、17日 Zepp Fukuoka、19日 新木場スタジオコースト
- 2014年

フジロック・フェスティバル （ 7月27日 新潟県苗場スキー場 ）
- 2018年

フジロック・フェスティバル （ 7月27日 新潟県苗場スキー場 ）

### 備考
2011年の来日では、初めての武道館公演を含む大規模な日本ツアーが企画されたものの、ツアー2日目の3月11日に発生した東日本大震災を受けて、翌日からの公演が全てキャンセルとなった （ジャックは地震発生時、大阪市中央体育館での公演のため大阪に滞在しており、コンサート自体はその数時間後に予定通り行われた）。14日には被災地である仙台公演が予定されていた事もあってジャックの反応は早く、地震から1週間のわずかな間に、被災地救援の義援金として総額5万ドル（約425万円）の寄付を行ったことが報じられた。

## 関連書籍
『ジャック・ジョンソン 終りなき夢の波間に』（ブルース・インターアクションズ、2007年）

## 使用楽器
- Cole Clark FL2-AC3 BB
- Gibson ES-335

## 敬愛するバンド
- Sublime
- Fugazi